# Jatobá (Pernambuco)
Jatobá é um município brasileiro do estado de Pernambuco.

## História
Originalmente, Jatobá foi criado como um distrito subordinado a Petrolândia, pela lei municipal nº 645, de 1º de junho de 1990. Essa configuração perdurou por cinco anos, quando a lei estadual nº 11.256, de 26 de setembro de 1995, elevou o distrito à condição de município, separando-o de Petrolândia.

## Geografia
Compõem o município dois distritos: Jatobá (sede) e Volta do Moxotó.
Com altitude de 280 metros, o município se localiza-se à latitude 09°10'59" sul e à longitude 38°16'08" oeste.

### Limites
| Noroeste: Petrolândia     | Norte: Petrolândia e Tacaratu            | Nordeste: Tacaratu         |
| Oeste: Estado da Bahia    |                                          | Leste: Estado de Alagoas   |
| Sudoeste: Estado da Bahia | Sul: Estado de Bahia e Estado de Alagoas | Sudeste: Estado de Alagoas |

### Hidrografia
O município está inserido na bacia do rio São Francisco.

### Clima
O clima do município é o clima semiárido, do tipo Bsh. Os verões são quentes e úmidos, é neste período em que praticamente quase toda chuva do ano cai. Os invernos são mornos e secos, com a diminuição de chuvas; as mínimas podem chegar a 15 °C. As primaveras são muito quentes e secas, com temperaturas muito altas, que em que algumas ocasiões podem chegar a mais de 39 °C.

### Relevo
O município localiza-se na unidade ambiental da depressão sertaneja, com relevo suave a ondulado.

### Vegetação
A vegetação do município é composta por caatinga hiperxerófila.

### Solo
Em relação aos solos, nos Patamares Compridos e Baixas Vertentes do relevo suave ondulado ocorrem os Planossolos, mal drenados, fertilidade natural m édia problemas de sais; Topos e Altas Vertentes, os solos Brunos não Cálcicos, rasos e fertilidade natural alta; Topos e Altas Vertentes do relevo ondulado ocorrem os Podzólicos,drenados e fertilidade natural média e as Elevações Residuais com os solos Litólicos, rasos, pedregosos e fertilidade natural média.

### Geologia
O município de Jatobá é constituída pelos litotipos dos complexos Gnáissico-migmatítico Sobradinho-Remanso e Riacho Seco, dos gnaisses Arapuá, Bangê e Bogó, do Complexo Saúde, dos Granitóidessin e póstectônicos.

## Demografia
Segundo o censo 2013 do IBGE, Jatobá possui uma população de 14.464 habitantes, distribuídos numa área de 277,862 km², tendo assim, uma densidade demográfica de 50,25 hab/km².

### Subdivisões

#### Distritos
- Sede
- Itaparica
- Volta do Moxoto

#### Bairros
- Centro
- Jatobá 2
- Boa Esperança

## Política
O poder executivo do município é exercido por Goreti Varjão, [Solidariedade]

## Economia
Segundo dados sobre o produto interno bruto dos municípios, divulgado pelo IBGE referente ao ano de 2011, a soma das riquezas produzidos no município é de 69.560 milhões de reais (144° maior do estado). Sendo o setor de serviços o mais mais representativo na economia jatobaense, somando 53.542 milhões. Já os setores industrial e da agricultura representam 9.711 milhões e 2.480 milhões, respectivamente. O PIB per capita do município é de 4.959,39 mil reais (140° maior do estado).

## Estrutura

### Educação
A cidade conta com uma unidade de escola estadual com ensino integral, duas públicas e uma privada. São elas (as públicas):
- Escola de Referência em Ensino Médio Estadual de Itaparica[10]
- Escola Estadual Manoel Gomes de Sá[10]
- Escola Nossa Senhora Aparecida[10]

### Saúde
A cidade conta com 8 estabelecimentos de saúde, sendo sete públicos municipais e um privado.

### Transportes
O município é cortado pela BR-110.

## Cultura
Os habitantes do município comemoram as festividades de Nossa Senhora Aparecida padreira de Jatobá no dia 12 de Outubro e de São Vicente Férrer, padroeiro do Moxotó, onde o bode é a tradição. O reisado e o repente também fazem parte das manifestações culturais da região.

## Turismo
O turista pode desfrutar de belezas como o lago Moxotó, de represa da Chesf, e serras com trilhas ecológicas.